# Theridion bolivari
Theridion bolivari là một loài nhện trong họ Theridiidae.
Loài này thuộc chi Theridion. Theridion bolivari được Herbert Walter Levi miêu tả năm 1959.